# Дьюлі Гілл
Карім Дьюлі Гілл (англ. Karim Dulé Hill, МФА: [/ˈduːleɪ/] Ду́лей; нар. 3 травня 1975) — американський актор, відомий роллю Чарлі Янга, помічника президента США в драматичному телесеріалі «Західне крило», за яку він отримав номінацію на «Еммі» як найкращий актор другого плану, і продавця-фармацевта та приватного детектива Гаса (Бертона Гастера) в драмедійному телесеріалі «Ясновидець». Він також грав другорядні ролі у фільмах «Це все вона» (1999), «Скарб» (2003), «Рятівник» (2006), а також повторювану роль у серіалі «Гравці» (2015—2017). Він приєднався до основного акторського складу 8-9 сезонів серіалу «Форс-мажори», у 2021—2023 роках грав одну з головних ролей, Білла Вільямса, в ремейку «Чудових років». Дьюлі Гілл — член ради директорів Гільдії кіноакторів США.

## Раннє життя
Гілл народився в Оранджі, штат Нью-Джерсі, в родині вихідців з Ямайки, виріс у місті Сейревілл (Нью-Джерсі). У дитинстві займався балетом, з'явився в мюзиклі «The Tap Dance Kid» як дублер танцівника Савіона Гловера на Бродвеї. У 1993 році Гілл закінчив Сейревілльську військову середню школу, потім вивчав бізнес та фінанси в Університеті Сетон-Голл та акторську майстерність у Студії Вільяма Еспера. Під час навчання в Сетон-Голлі його запросили на роль у телесеріалі Джима Генсона «CityKids».

## Кар'єра
У 1985 році 10-річний Гілл станцював степ на телемарафоні. Свою першу кінороль зіграв під час навчання у старшій школі, у фільмі «Шугар Гілл» 1994 року. Навчаючись у коледжі в Сетон-Голлі, отримав головну роль у бродвейському мюзиклі «Bring in 'da Noise, Bring in 'da Funk»
У 1999 році Гілла взяли на роль Чарлі Янга, особистого помічника президента США, якого зіграв Мартін Шин, в телесеріалі «Західне крило»; у шостому сезоні його персонаж став спеціальним помічником голови адміністрації Білого дому. Гілл грав роль Чарлі Янга протягом шести сезонів, на початку сьомого сезону (вересень 2005) він залишив шоу для зйомок у пілоті нового серіалу «Ясновидець» каналу USA Network, прем'єра якого відбулася 7 липня 2006 року. Проте, коли було оголошено, що «Західне крило» закінчиться в травні 2006 року, Гілл повернувся в останні епізоди шоу.
Гілл також зіграв роль Престона у фільмі «Це все вона» 1999 року з Фредді Принцем-молодшим і Рейчел Лі Кук, лікаря Оуена Гантера в мінісеріалі «10.5 балів» (2004 рік), Сема — Людину-цибулю у фільмі «Скарб» 2003 року, Кена Візерлі у фільмі «Рятівник» 2006 року. Він також приєднався до акторського складу «Форс-мажорів» у 8 та 9 сезонах.
Гілл також з'являвся в бродвейських постановках «Stick Fly» (2011—2012) та «After Midnight» (2013). Актор озвучив Бена в анімаційному фільмі про зомбі «Night of the Animated Dead» 2021 року.

## Особисте життя
У 2004 році Гілл одружився з канадською акторкою Ніколь Лін, дітей у них не було. У 2012 році Гілл подав на розлучення через «непереборні розбіжності».
14 квітня 2017 року Гілл заручився зі своєю подругою та колегою по серіалу «Гравці» Джазмін Саймон. На початку 2018 року пара одружилася, а пізніше Гілл прийняв за дочку дитину Джазмін, 13-річну Кеннеді. У травні 2019 року Гілл та Джазмін оголосили про народження сина Леві.

## Основна фільмографія
- 1993 — CityKids (телесеріал) — Джон
- 1999 — «Це все вона» — Престон
- 2000 — «Люди честі» — Червоний хвіст
- 2003 — «Скарб» — Сем — Людина-цибуля
- 2004 — «Сексуальне життя» — Джері
- 2004 — «10.5 балів» (мінісеріал) — доктор Оуен Гантер
- 2005 — «Едмонд» — шахрай
- 2006 — «Рятівник» — Кен Візерлі
- 1999—2006 — «Західне крило» (телесеріал) — Чарлі Янг
- 2007 — «Шепіт» — детектив Майлз
- 2008 — «Надзвичайна сила» — Реджі
- 2006—2014 — «Ясновидець» (телесеріал) — Гас / Бертон Гастер
- 2016 — «Спритність» — Анджело
- 2015—2017 — «Гравці» (телесеріал) — Ларрі Сейферт (сезони 1-3)
- 2017 — «Сумнів» (телесеріал) — адвокат Альберт Кобб[18]
- 2017—2019 — «Форс-мажори» (телесеріал) — Алекс Вільямс (сезони 7-9)
- 2020 — «Чорний понеділок» (телесеріал) — Маркус Двейн Вейнрайт III (2 сезон)
- 2021 — «Локдаун» — Девід
- 2021 — Night of the Animated Dead (мультфільм) — Бен (голос)
- 2021 — «Гіпнотерапія» — детектив Вейд Роллінз
- 2021—2023 — «Чудові роки» (телесеріал) — Білл Вільямс[19]

### Театральні ролі
- 1984 — The Tap Dance Kid — Віллі
- 1996 — Bring in 'da Noise, Bring in 'da Funk — Хлопець
- 2007 — Dutchman — Клей[10]
- 2011—2012 — Stick Fly — Кент ЛеВей
- 2013 — After Midnight — Господар
- 2017—2019 — Lights Out: Nat «King» Cole — Король / Нет Коул

## Нагороди
- 2001 — Премія Гільдії кіноакторів: найкращий акторський склад у драматичному серіалі — «Західне крило»
- 2002 — Премія Гільдії кіноакторів: найкращий акторський склад у драматичному серіалі — «Західне крило»